# Hauya
Hauya  es un género de plantas con flores con seis especies perteneciente a la familia  Onagraceae. Comprende 3 especies descritas y de estas, solo 2 aceptadas.

## Descripción
Son arbustos grandes o árboles que alcanzan un tamaño de hasta 25 m de alto; son plantas hermafroditas. Hojas alternas, 3–12.5 cm de largo y 1.5–8 cm de ancho, enteras; pecioladas, estípulas más o menos caducas, 1–2 mm de largo. Flores en las axilas de las hojas, abriéndose a la puesta del sol, generalmente matizadas de rojo el segundo día; tubo floral 3.5–10 cm de largo; sépalos angostamente lanceolados, reflexos individualmente; pétalos blancos inicialmente, rápidamente caducos; estigma hemisférico, con superficie lisa muy húmeda, excediendo a las anteras en las antesis. Cápsula alargada, loculicida, leñosa; semillas en 2 hileras por lóculo, imbricadas, aladas.

## Taxonomía
El género fue descrito por Augustin Pyrame de Candolle  y publicado en Prodromus Systematis Naturalis Regni Vegetabilis 3: 36. 1828.

## Especies aceptadas
A continuación se brinda un listado de las especies del género Hauya aceptadas hasta junio de 2013, ordenadas alfabéticamente. Para cada una se indica el nombre binomial seguido del autor, abreviado según las convenciones y usos.
- Hauya elegans DC.
- Hauya heydeana Donn. Sm.